# 加特訥科費爾山

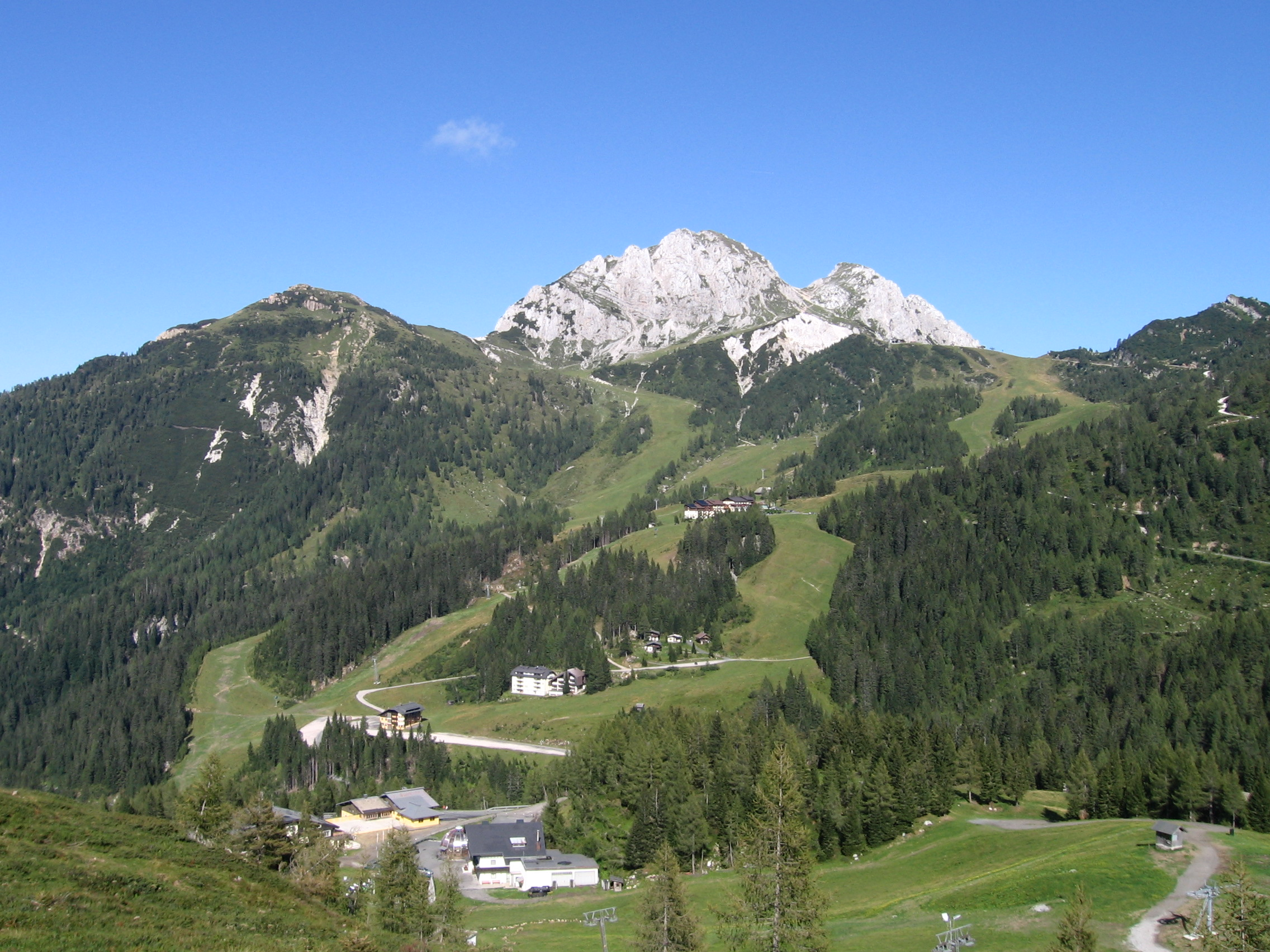

46°34′N 13°18′E / 46.567°N 13.300°E
加特訥科費爾山（德語：Gartnerkofel），是奧地利的山峰，位於該國南部，由克恩頓州負責管轄，屬於卡爾尼克阿爾卑斯山脈的一部分，海拔高度2,195米，每年平均降雨量2,643毫米。